# Ca Paumiro
Ca Paumiro és una obra de la Torre de l'Espanyol (Ribera d'Ebre) inclosa a l'Inventari del Patrimoni Arquitectònic de Catalunya.

## Descripció
Situat a la Plaça Major, davant l'església parroquial. És un edifici entre mitgeres d'una sola crugia, que consta de planta baixa i dos pisos amb la coberta a dues vessants que fan el desaiguat a la façana principal i posterior. En destaca especialment el portal d'accés, d'arc de mig punt adovellat amb la clau inscrita: "Josep Miro. AÑO 1796" dins una flor de quatre fulles simples. Les obertures dels pisos superiors són de factura moderna, així com l'arrebossat que cobreix el parament.